# Diana Chacon
Diana Chacón (Portuguesa, 13 de abril de 1989) es una actriz, modelo, presentadora y filántropa venezolana.

## Biografía
Diana Chacón nació en Acarigua, Venezuela el 13 de abril de 1989. Antes de cumplir su primer año sus padres se mudaron a Bogotá, Colombia, país en el que cursó su escuela primaria y dónde da sus primeros pasos dentro de la industria con comerciales y obras de teatro. Ya a la edad de 9 años, sus padres se trasladan nuevamente a Venezuela, país en el que desarrolla como actriz y modelo hasta culminar sus estudios de bachillerato; momento en el que decide poner en práctica sus conocimientos artísticos y perseguir sus sueños en la ciudad de Miami.

## Carrera
Diana hizo su debut en el mundo de las artes escénicas con pequeñas participaciones en novelas como "El cuerpo del deseo" de Telemundo, "Las dos caras de Ana" de Fonovideo Productions, producidas en la ciudad de Miami
. Luego de este período y por motivos familiares, hizo una pausa a su carrera actoral que la llevó a mudarse de nuevo a Venezuela. Durante este período estuvo desempeñándose como presentadora de eventos y locutora de la estación de radio "La Mega" en la Isla de Margarita.
Dicha pausa culmina en el año 2013 cuando tras una audición que no esperaba, queda seleccionada para un personaje en la película "Luisa" la cual ganaría múltiples premios de índole internacional. Esto la motiva retomar su carrera como actriz, regresando a Estados Unidos y empezando de inmediato los preparativos para su vuelta a la televisión. No obstante este deseo se ve frustrado tras sufrir un accidente que le impide caminar durante un largo período de tiempo. 
Tras un sinnúmero de terapias y mucha rehabilitación, Diana poco a poco empieza a involucrarse de nuevo en el medio artístico a través de comerciales, pero no es sino hasta el 2017 cuando la venezolana regresa a la pantalla chica a través de la telenovela biográfica "Mariposa de barrio" interpretando a la reportera que le hiciera la última entrevista a Jenni Rivera (Angélica Celaya). Al año siguiente, se une al elenco de la también producción de Telemundo "Sangre de mi tierra" como actriz invitada, en el que interpreta el personaje de Molly Perozo. 
A mediados del 2018, recibe una oferta por parte del equipo de producción de EVTV Miami para ser la presentadora de un programa de farándula y variedades llamado Flash Time, pero este fue cancelado al año siguiente al concluir su primera temporada.
En el año 2020 ingresa al cast de "100 días para enamorarnos" como Jennifer Contreras, personaje del que se enamora por su historia y peso escénico. Durante ese mismo año y tras el rotundo éxito en la pantalla de Telemundo y en Netflix  Latinoamérica, la también influencer se una a "La Suerte de Loli" interpretando el rol de Gisela y finalizando su participación a comienzos del 2021.

## Otros trabajos
Paralelo a la actuación, Diana también ha estado involucrada en el mundo del modelaje a través de diversas campañas publicitarias desde niña, siendo imagen principal de múltiples marcas y productos. A finales del 2013, recibe una oferta por parte del DJ Nono Belune y Mauro Castaño para realizar una colaboración en la producción musical del tema Amanecer (feat. Diana Chacon) que más tarde recibiría hasta 5 remixes de otros DJ´s que se animaron participar.

## Vida personal
Diana contrajo matrimonio en el año 2007 y fruto de esta relación nacen sus dos hijos. Por esta razón hace una pausa momentáneamente dentro las artes escénicas, tiempo durante el cual continuó su formación en Ciencias Audiovisuales y Fotografía; además se desempeñó como Presentadora de Eventos Sociales y de Entretenimiento Masivo. En el año 2013 pone punto final a su relación sentimental, lo cual influyó de gran manera para su regreso al mundo de la televisión al año siguiente. 

## Filantropía
Durante su estancia en Venezuela, Diana fue vocera y activista de FUNPIEDES Archivado el 27 de abril de 2021 en Wayback Machine., una 
fundación que apoya a niños con enfermedades hemato-oncológicas, actividad que describió como una bendición que "alimenta el alma". Desde Miami, ha seguido involucrada en diversas actividades filantrópicas a través de varias iglesias cristianas.

## Filmografía

### Televisión
| Año  | Título                    | Rol                | Notas           |
| ---- | ------------------------- | ------------------ | --------------- |
| 2005 | Las dos caras de Ana      | Vania              | Actriz Invitada |
| 2017 | Sangre de mi tierra       | Molly Perozo       | Actriz Invitada |
| 2017 | Mariposa de barrio        | Reportera          | Actriz Invitada |
| 2020 | 100 días para enamorarnos | Jennifer Contreras | Recurrente      |
| 2021 | La suerte de Loli         | Gisela             | Recurrente      |

### Cine
| Año  | Película                | Rol    | Director                | Notas        |
| ---- | ----------------------- | ------ | ----------------------- | ------------ |
| 2005 | Papito ¿Cuánto Me Amas? | Mujer  | Alejandro Fennicce      | Cortometraje |
| 2009 | Cordura                 | Lucía  | J. Jhoan Finol          | Cortometraje |
| 2016 | Luisa                   | Camila | Juan Carlos Wessolossky | Largometraje |

## Distinciones
- Actriz revelación (Tacarigua de Oro, 2017)